# Tat'jana Ljubeckaja
Tat'jana L'vovna Ljubeckaja (in russo Татьяна Львовна Любецкая?) (Mosca, 11 febbraio 1941) è un'ex schermitrice sovietica, vincitrice di una medaglia d'oro ai campionati mondiali di scherma.